# Afrakra uga
Afrakra uga är en insektsart som beskrevs av Irena Dworakowska 1979. Afrakra uga ingår i släktet Afrakra och familjen dvärgstritar. Inga underarter finns listade i Catalogue of Life.